# Sekhemrê-Shedouaset
Sekhemrê-Shedouaset est un hypothétique roi de la XVIe dynastie.

## Attestations
Ce roi n'est attesté que par le Canon royal de Turin qui le cite à la position 12.9 sous le nom de Sekhemrê-Shedouaset, juste après le nom de Souserenrê Bebiânkh.
Certains l'ont rapproché au roi Sekhemrê-Shedtaouy Sobekemsaf II de la XVIIe dynastie, mais sans apporter de véritables preuves si ce n'est la ressemblance de nom.